# 九州産交バス熊本営業所
九州産交バス熊本営業所（きゅうしゅうさんこうバスくまもとえいぎょうしょ）は、熊本県熊本市西区上代4丁目にある九州産交バスの営業所。当敷地には当社の一般路線バスを担当する熊本営業所と県外高速・特急・空港リムジンを担当する高速営業所ならびに当社の子会社である産交バスの熊本営業所の他、当社ならびに産交バスと九州産交オートサービスの本社も併設されており、当社の本拠地としての役割も担っている。

## 概要
当営業所は、2007年10月1日にこれまで同市西区春日にあった中央営業所（田崎車庫）と、同市西区小島下町にあった小島営業所（小島産交）を統合して供用開始した。38,000平方メートルにもおよぶ広大な敷地には約180台ほどのバスが入庫でき、まさに九州最大の営業所であり、保有車両の中には熊本市近郊路線を運行する一般路線バスの他、九州・本州向け高速バス、九州横断バスも所属している。また、九州産交バスグループ本社が入る事務所棟1階が営業所窓口として、定期券・くまモンのIC CARD・各種乗車券も購入できる。敷地入口にバス停も併設されており、名称は『西部車庫』として一部の路線において乗降できる（バス停には空調設備を備えた待合施設）。このバス利用者に向けた施設として、敷地内にはパークアンドライドとして50台収容できる駐車場や、駐輪場も併設されている。

## 敷地

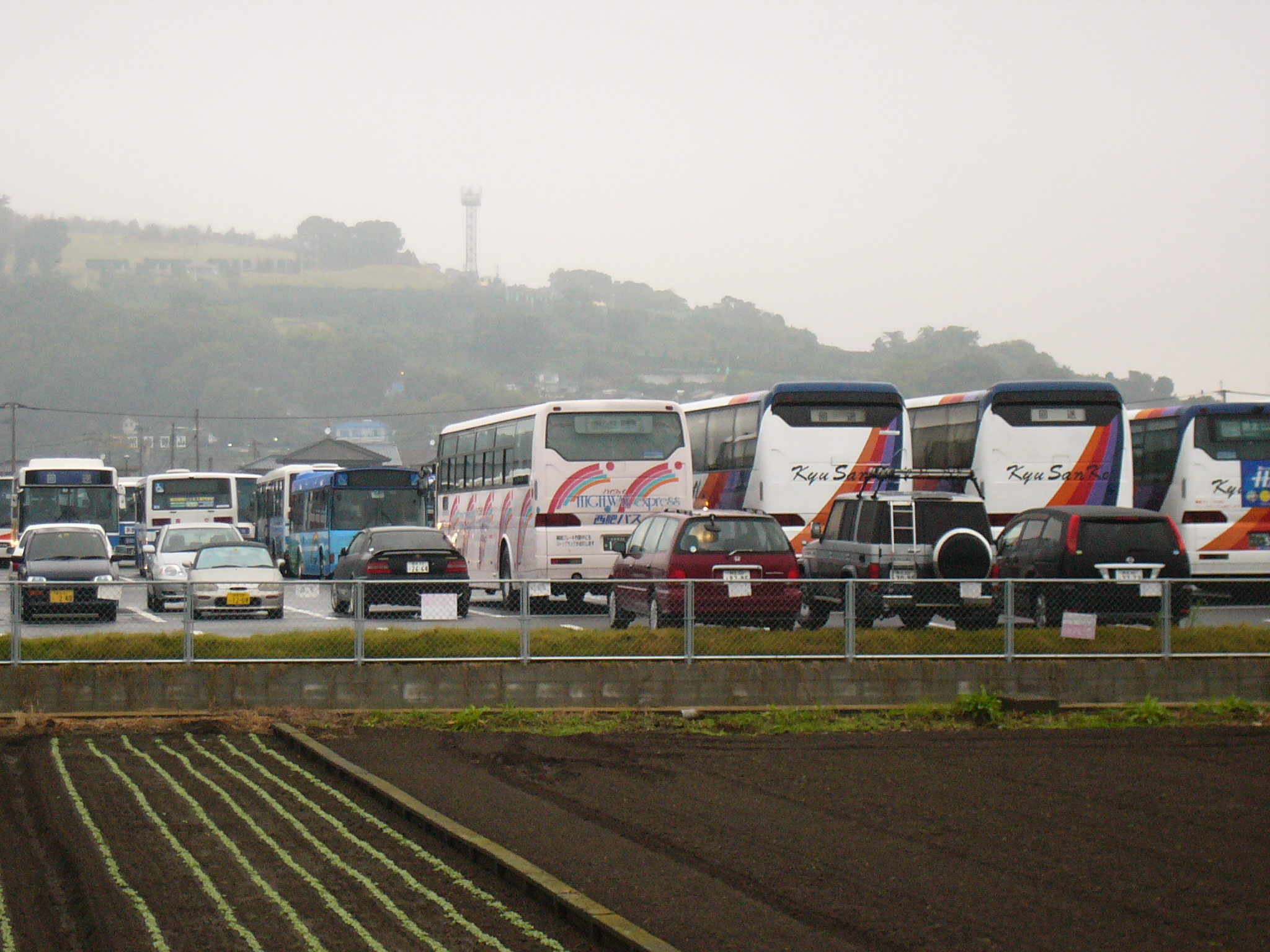
県道側から見た営業所敷地内
（2008年11月撮影）

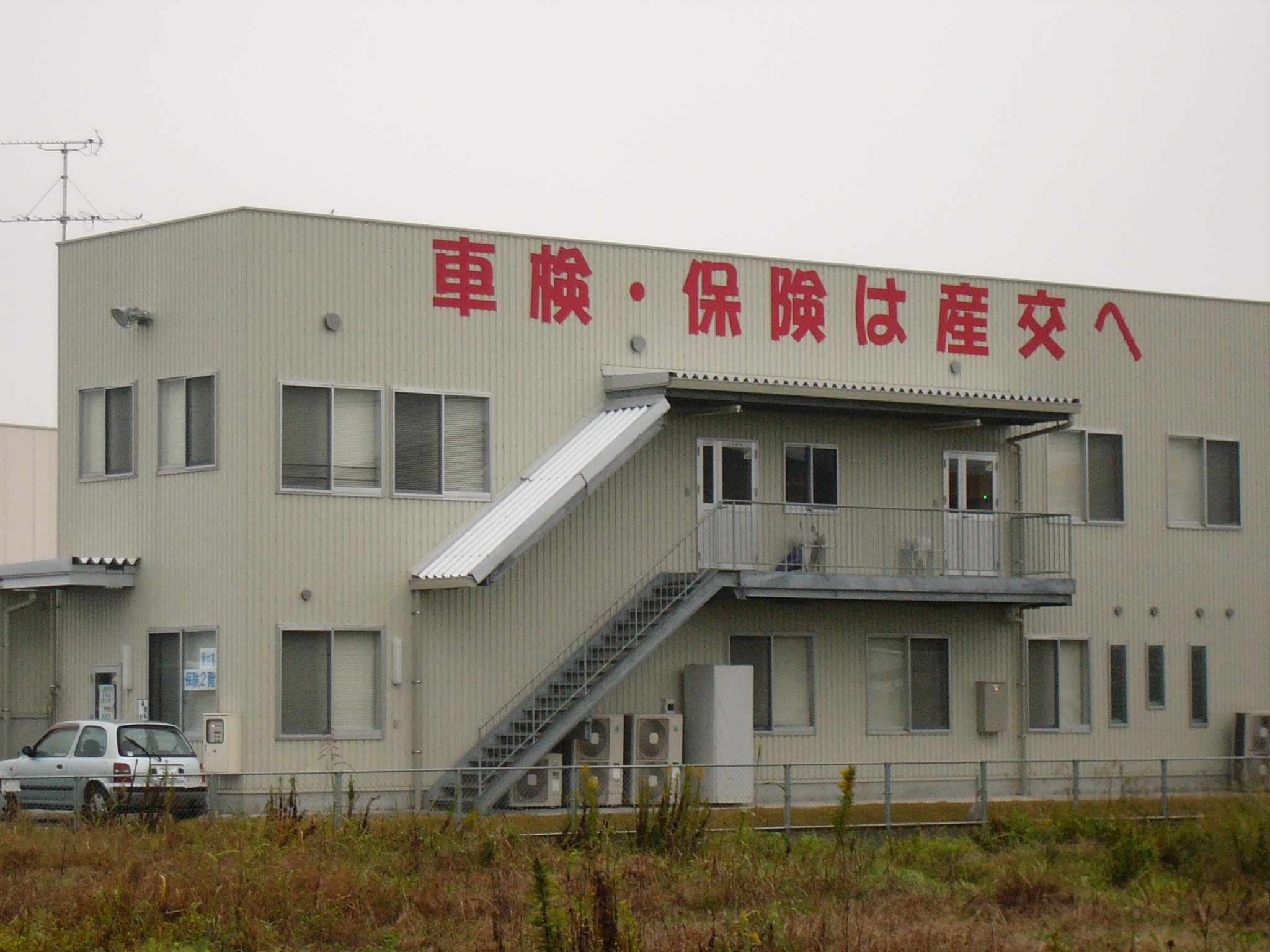
併設の九州産交オートサービス本社

所在地 - 熊本県熊本市西区上代4丁目13番34号
敷地総面積 - 38,200m2

### 事務所棟
延べ床面積　1,200m2
1階
- 九州産交バス
  - 熊本営業所（路線バス）
  - 高速営業所（高速バス）
  - サービス課
    - 乗車券発行窓口（通勤・通学定期券、くまモンのIC CARD、サンコーパス65、わくわく1dayパス　他）
- 産交バス
  - 熊本営業所

2階
- 九州産交バス本社 - 供用開始時に熊本県熊本市中央区桜町（九州産業交通ホールディングス本社内）より移転
- 産交バス本社 - 九州産交バス本社と同じく上記より移転

### 整備棟
面積　3,000m2　
※九州産交オートサービス本社併設

### 併設施設
- 中古車販売・民間車検工場『産交すまいる館』
- バス停留所『西部車庫』（空調設備完備の待合室）
- パーク&バスライド　※バス利用者のための駐車場（50台収容）
- 駐輪場
- ファミリーマート上代店

## 車庫
熊本営業所管轄で南区川口町(市内線終点の川口二丁)に駐在車庫(川口車庫)を設けており、約7台の車両が駐在され、産交バス(株)管轄では北区植木町後古閑の鹿南車庫に3台が駐在されている。旧小島営業所（小島産交）時代には川口車庫 - 小島産交間との送り込みを兼ねた営業運行をしていたが、当営業所へ移転後に廃止された。
かつては熊本営業所管轄で旧小島営業所（九州産交観光本社(現・九州産交バス本社貸切事業本部)）の車庫にも当営業所の車庫扱いという形で10台程の駐在車を置いていたが、時期は不明だが2010年代後半において熊本県内の貸切営業所廃止・本社に吸収される形へ伴う貸切車両集中配置により車庫が手狭になった為、小島車庫への路線バス駐在は廃止された（ただし、日中における折返しのための休憩場所としては機能している）。
また、2008年に熊本市営バスから楠線を継承した際には、朝便対応のため楠団地バス駐車場（車庫）にも2台夜間停泊していた（乗務員は現地出退勤）が、2015年12月に光の森営業所新設と同時に同営業所との共管路線となった際に楠車庫における夜間停泊は廃止された。
産交バス(株)管轄で金峰山裏側にある西区河内町野出にも1台分の駐在車庫(野出車庫)が存在したが、路線廃止と同時に駐在も廃止された。
また、高速営業所の管轄ではあるが、高速バスの共同運行会社車両以外にも桜町BT・水道町発着の路線バスの一部における待機・休憩のための折り返し基地として、中央区琴平1丁目に本荘車庫が設けられており、日中は九州産交バス・産交バス(株)管轄の一部路線車両も休憩に入る。ただし、路線車両の夜間停泊及び駐在車両はない。

## 担当路線
九州産交バス管轄において、当営業所は開設時より「九州産交バス熊本営業所」として、旧小島営業所から継承された一般路線バスはもとより、旧中央営業所から継承された高速・特急・空港リムジン・県内快速バス・定期観光バスを含む全ての路線を担当していたが、2012年4月1日の組織改正において熊本営業所を「熊本営業部」と改組し、「路線バス営業所」と「高速バス営業所」とした業務ごとに分割された。その後、2021年10月1日の組織改正において、熊本営業部を廃止し、旧・路線バス営業所については改めて「熊本営業所」とされた。旧・高速バス営業所については「高速営業所」として切り離される事となった。
一般路線バスは主に旧小島営業所が担当していた熊本市中心部と市東部および熊本市東側の熊本都市圏の路線（健軍・沼山津・木山方面）ならびに市西部の熊本港・中島・川口方面の運行のほか、2008年4月1日よりこれまで熊本市営バスが担当していた楠城西線の一部（楠団地－熊本大学－藤崎宮前－熊本交通センター（現：桜町BT））の運行も同市交通局より引き継いでいる他、2021年4月1日からは熊本都市圏における路線バス5社共同事業化に伴い、これまで熊本都市バスが担当していた池田京町線（熊本駅－富尾団地間）の運行を継承している。
かつては、2009年9月1日より熊本電鉄バス・熊本バス・熊本都市バスとの4社共同運行で熊本桜町バスターミナルなどの都心部を経由しない東バイパスライナー（当営業所－日赤・長嶺間）や、2021年4月3日より熊本市より土日祝日のみ熊本駅－桜町BT－通町筋－熊本駅を循環する「まちなかループバス」の運行を受託していた（木山営業所との共管、熊本電鉄バスと熊本都市バスとの共同運行）が、乗車率低下と深刻な乗務員不足の影響により共に2024年3月末日を以って運行を終了した。

### 九州産交バス直轄
一部路線においては木山営業所との共管（楠団地線・池田京町線を除く）。熊本桜町バスターミナルは、以下「桜町BT」と略。当営業所のバス停名は西部車庫。
| 路線名                      | 案内番号           | 運行区間 | 備考                |
| --------------------------- | ------------------ | --- | ------------------- |
| 沼山津線 （県庁・健軍経由） | T3-0 →K3-2         | 西部車庫－熊本駅－桜町BT－水前寺公園－熊本県庁前－自衛隊前－東町－健軍四ツ角－昭和町－沼山津－小楠記念館入口                                   | [ 備 1 ] [ 備 2 ]   |
| 木山線 （県庁経由）         | T3-0（T4-0） →K3-3 | 西部車庫－熊本駅（一部は春日校経由）－桜町BT－水前寺公園－熊本県庁前－自衛隊前－佐土原－木山産交                                               | [ 備 3 ] [ 備 4 ]   |
| 小山団地線                  | T3-0 →G2-1         | 西部車庫－熊本駅－桜町BT－熊本整形外科病院前－大江渡鹿－託麻原本通り－八反田－小山団地                                                         | [ 備 5 ] [ 備 6 ]   |
| 沼山津線 （県庁・健軍経由） | S4-3 →K3-2         | 川口二丁－奥古閑－並建－野口町－新土河原町－熊本駅－桜町BT－水前寺公園－熊本県庁前－自衛隊前－東町－健軍四ツ角－昭和町－沼山津－小楠記念館入口 | [ 備 7 ] [ 備 8 ]   |
| 小山団地線                  | S4-3 →G2-1         | 川口二丁－奥古閑－並建－野口町－新土河原町－熊本駅－桜町BT－熊本整形外科病院前－大江渡鹿－託麻原本通り－八反田－小山団地                       | [ 備 9 ] [ 備 10 ]  |
| 沼山津線 （県庁・健軍経由） | T1-2 →K3-2         | 五丁－中島－小島産交－下高橋－田崎市場前－熊本駅－桜町BT－水前寺公園－熊本県庁前－自衛隊前－東町－健軍四ツ角－昭和町－沼山津－小楠記念館入口   | [ 備 11 ] [ 備 12 ] |
| 木山線 （県庁・健軍経由）   | T1-2 →K3-3         | 五丁－中島－小島産交－下高橋－田崎市場前－熊本駅－桜町BT－水前寺公園－熊本県庁前－自衛隊前－東町－健軍四ツ角－昭和町－広安小学校前－木山産交   | [ 備 13 ] [ 備 14 ] |
| 木山線 （県庁・健軍経由）   | T1-2 →K3-3         | 五丁－中島－小島産交－下高橋－田崎市場前－熊本駅－桜町BT－水前寺公園－熊本県庁前－自衛隊前－東町－健軍四ツ角－昭和町－広安小学校前－木山産交   | [ 備 15 ] [ 備 16 ] |
| 熊本港線                    | S3-2               | 熊本港フェリー乗り場－沖新入口－中原町－小島上町－西区役所前－西高入口－蓮台寺－熊本駅－桜町BT                                                 | [ 備 17 ]           |
| 竜田口線                    | S3-0 →E2-0         | 西部車庫－蓮台寺－熊本駅－桜町BT－白川公園前－子飼橋－熊本大学前－小磧橋－竜田口駅                                                             | [ 備 18 ] [ 備 19 ] |
| 楠団地線                    | S3-0 →E2-1         | 西部車庫－蓮台寺－熊本駅－桜町BT－白川公園前－子飼橋－熊本大学前－二里木－楠団地                                                               | [ 備 20 ] [ 備 21 ] |
| 池田京町線                  | T3-0 →A1-1         | 西部車庫－田崎市場前－熊本駅－桜町BT－京町本丁－池田2丁目－富尾団地                                                                            | [ 備 22 ] [ 備 23 ] |

熊本港・小島・河内方面行きは当停留所には停車しないので注意が必要（熊本港・小島・河内・小天温泉方面への最寄り停留所は「城山保育園入口」となる）。

### 産交バス熊本営業所
このほか、産交バス（旧：産交観光バス）管轄として以下の路線を担当している。以下の一般乗合バスにおいては全て西部車庫からの発着はなく、西部車庫から出庫し、「回送」で各起点へと向かい、そこから営業運転を行い、終点から「回送」で西部車庫へ入庫する。また、2019年頃からは快速「たかもり号」の一部を高森営業所より継承し、同時期より空港リムジンバスの一部も担当するようになった。
| 路線名                | 案内番号 | 運行区間 | 備考      |
| --------------------- | -------- | --- | --------- |
| 植木線                | U2-1     | 桜町BT－新町－上熊本駅前－崇城大学－釜尾－和泉－太郎迫－万楽寺入口－植木－植木駐車場                                                 |           |
| 万楽寺線              | U2-2     | 桜町BT－新町－上熊本駅前－崇城大学－釜尾－西里駅前－太郎迫－万楽寺                                                                   |           |
| 河内線                | U3-1     | 桜町BT－新町－本妙寺－峠の茶屋－芳野－岩戸観音入口ー河内温泉センター                                                                 | [ 備 24 ] |
| 谷尾崎線              | U4-2     | 水道町－桜町BT－新町－谷尾崎 |           |
| 谷尾崎小島線          | U4-3     | 水道町－桜町BT－新町－谷尾崎－池の上－西区役所－小島産交                                                                             |           |
| 会富線                | S4-9     | 水道町－桜町BT－熊本駅前－田崎町－白藤町－護藤町－会富－JA飽田支所前                                                                 | [ 備 25 ] |
| 東バイパス川尻線      | K1-5     | 桜町BT－水前寺公園前－県庁前－湖東町－田井島－済生会病院－南高江－川尻駅前－リバグリーン八幡                                         | [ 備 26 ] |
| 高森線 （たかもり号） | TM       | 西部車庫－熊本駅－桜町BT－熊本県庁前－グランメッセ熊本前－阿蘇くまもと空港－中松駅前－白川水源入口－高森湧水トンネル公園入口－高森駅 | [ 備 27 ] |

過去にはこれらの路線の他にも、
- （旧）川9　宇土体育センター線：交通センター(現:桜町BT)－世安町－(国道経由)－下近見－川尻駅前－緑川橋－南田尻－花園－宇土体育センター（旧ひのくにランド）
- （旧）川10　平木橋線：交通センター(現:桜町BT)－世安町－(国道経由)－下近見－川尻駅前－緑川橋－平木橋
- （旧）新5　野出車庫線：交通センター(現:桜町BT)－新町－上熊本駅前－西里－太郎迫－野出車庫　（※駐在車庫）
- T2-5　沖新線：桜町BT－熊本駅前－田崎市場前－稲荷入口－小島上町－沖新－乙畠口
- S4-8　海路口線：水道町－桜町BT－熊本駅前－田崎町－白藤町－川尻駅前－公会堂前－本田(ほんでん)－奥古閑－海路口－川口二丁

もあり、このうち宇土体育センター線と平木橋線は野出車庫駐在車両が担当していた（朝に野出車庫 - 交通センター線として車庫を出庫し、平木橋線・宇土体育センター線として運用後、夕方に交通センター - 野出車庫線として車庫に帰るシフトであった）が、いずれの路線も廃止（廃止時期不明）と共に、野出車庫の駐在も同時に廃止された。また、沖新線と海路口線については2019年10月1日の熊本都市圏路線運行ダイヤ見直しの際において利用客減少により廃止されている。
このほか、2010年10月より熊本市内定期観光バス（みずめぐりん・もりめぐりん）も担当していたが、2014年3月末を以って運行を終了している。

## 車両
- 一般路線車においては、基本的に国産4メーカーとも揃えているが、導入比率としては日野車の割合が最も高い。次いでいすゞ車である。近年においてはコスト削減により京浜急行バスなど本州大都市において使用されていた中古車両も積極的に導入している。また特記として自社発注車として全国でも数少ない日野ブルーリボンシティのシャーシに西工96MCを架装したワンステップ車も3台配置されている(1台は松橋営業所からの転属車)。最近はノンステップバスなども多く導入されており、なかでも1998年に導入されたドイツのネオプラン・セントロライナーN4011といった日本の路線バス車両としては数少ない輸入車も2台存在し、熊本交通センターから熊本港間のオーシャンアローシャトルバスで使用されていた（1台は山鹿営業所からの転属車）が、2014年3月までに運用離脱・廃車された。因みに旧小島営業所時代には、1994年より熊本都市圏運行3事業者（熊本市営バス・熊本電鉄バス・熊本バス）とともにリフト付超低床バスを導入し運行していたが、のちに経年劣化ならびにリフトの故障が生じるようになったため、リフトを撤去したのち一般車として当営業所で使用されたのち大津営業所に転属したが、既に廃車になっている。近年は松橋営業所からの経年車両の転属が多く見受けられる。
- 東バイパスライナーにおいては、中型車両のいすず・エルガミオが専属で使われていた。
- 2008年4月よりこれまで熊本市営バスが運行していた楠線を継承した際は、これまでの台数では賄いきれないため、4台ほど近郊の営業所（山鹿・松橋）より移管された車両のほか、水間鉄道から中古車を導入して運用していた。ただし、これら共に楠線専用車両といった位置付けはなく、全ての路線における共通運用としており、楠線開設当時移管・移籍して来た車両はいずれも経年により廃車となっている。
- 産交バス担当路線で用いる車両においては日野レインボー(RJ及びKR)・いすゞ・エルガミオ・三菱ふそう・エアロミディ・日産ディーゼル・スペースランナーRMの国産4社が主であり、特異車として小国営業所より転属してきた日野・レインボーKK-RRのサンプルカーも配置されている。過去には日野レインボーRB（小型路線仕様）、三菱エアロミディ、いすゞシャーシの短尺車を路線仕様に改造したものも使われていたが経年劣化により廃車されている。新製時より中央営業所から継続して当営業所に配置されていたエルガミオ7ｍ(E尺車)は阿蘇営業所へ転属した。このほか、2019年より快速「たかもり号」ならびに「空港リムジンバス」の各一部を担当するようになったため、一般観光タイプのハイデッカー車両であるヒュンダイユニバースが3台ほど高森営業所より転属して来ている。

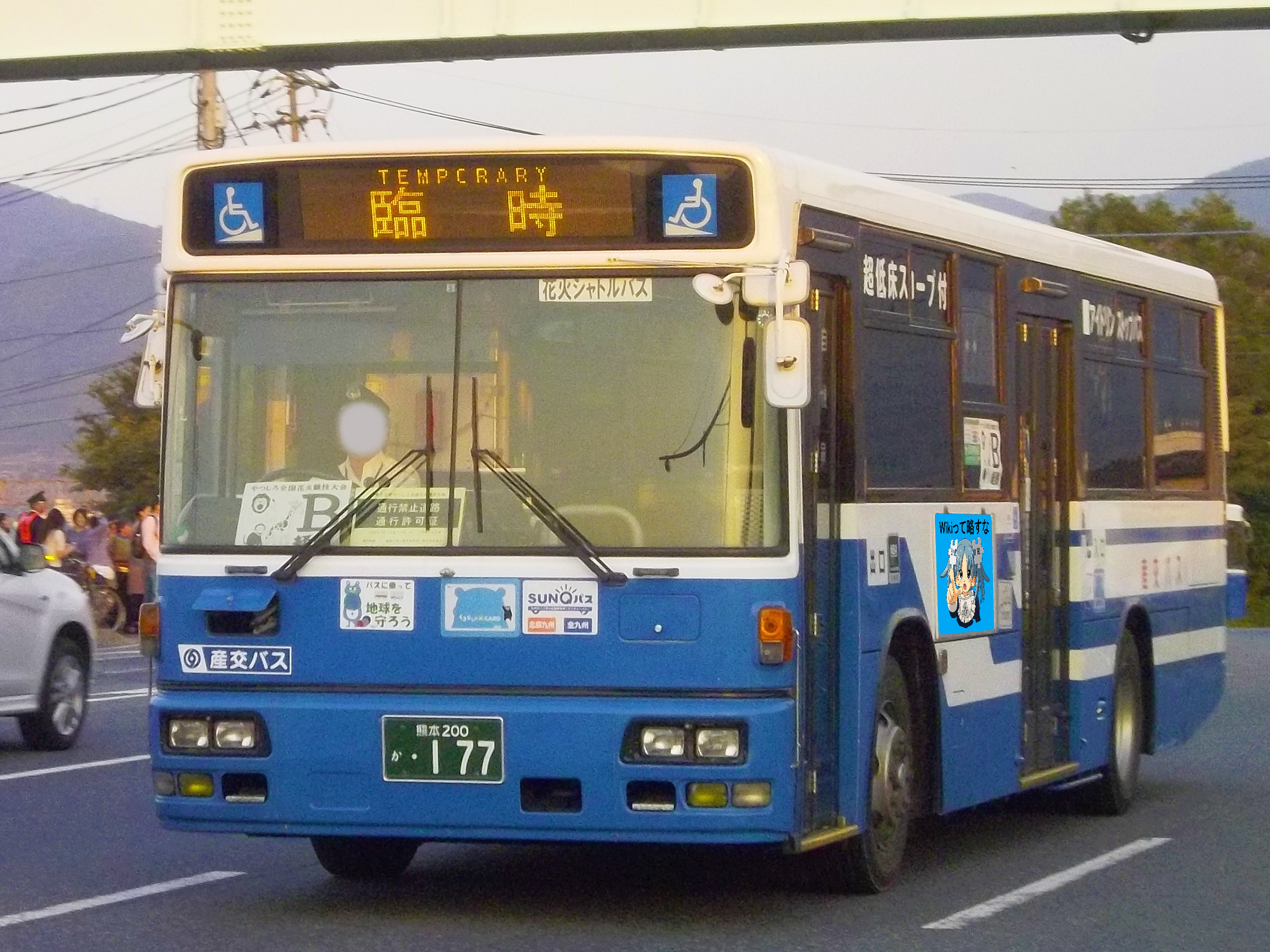
一般路線車 (画像は上記記載の全国で数少ない日野ブルーリボンシティ、西工96MC架装ワンステップ車) 写真はやつしろ全国花火競技大会シャトル運用時
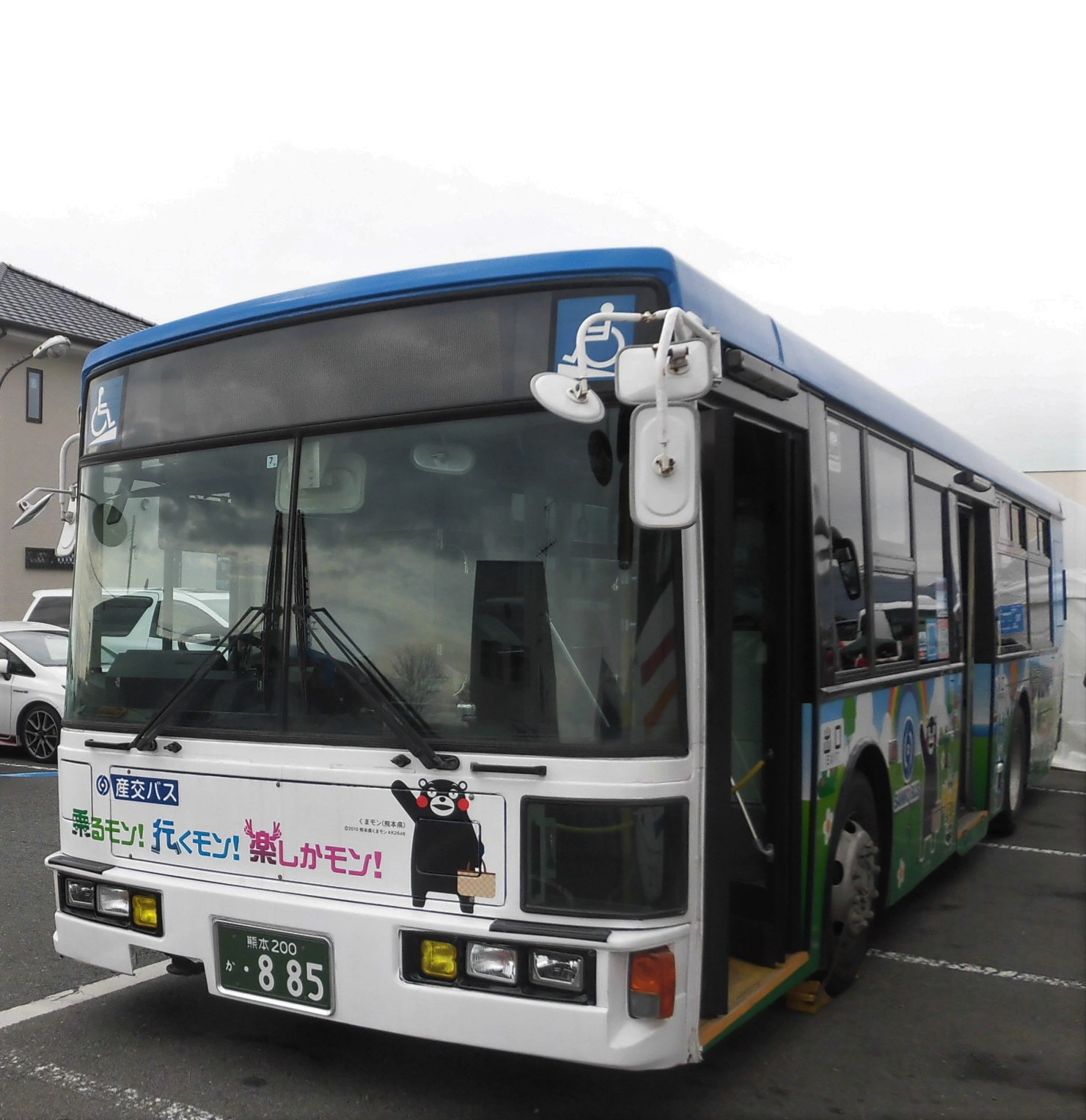
一般路線車（ノンステップバス） くまモンバス
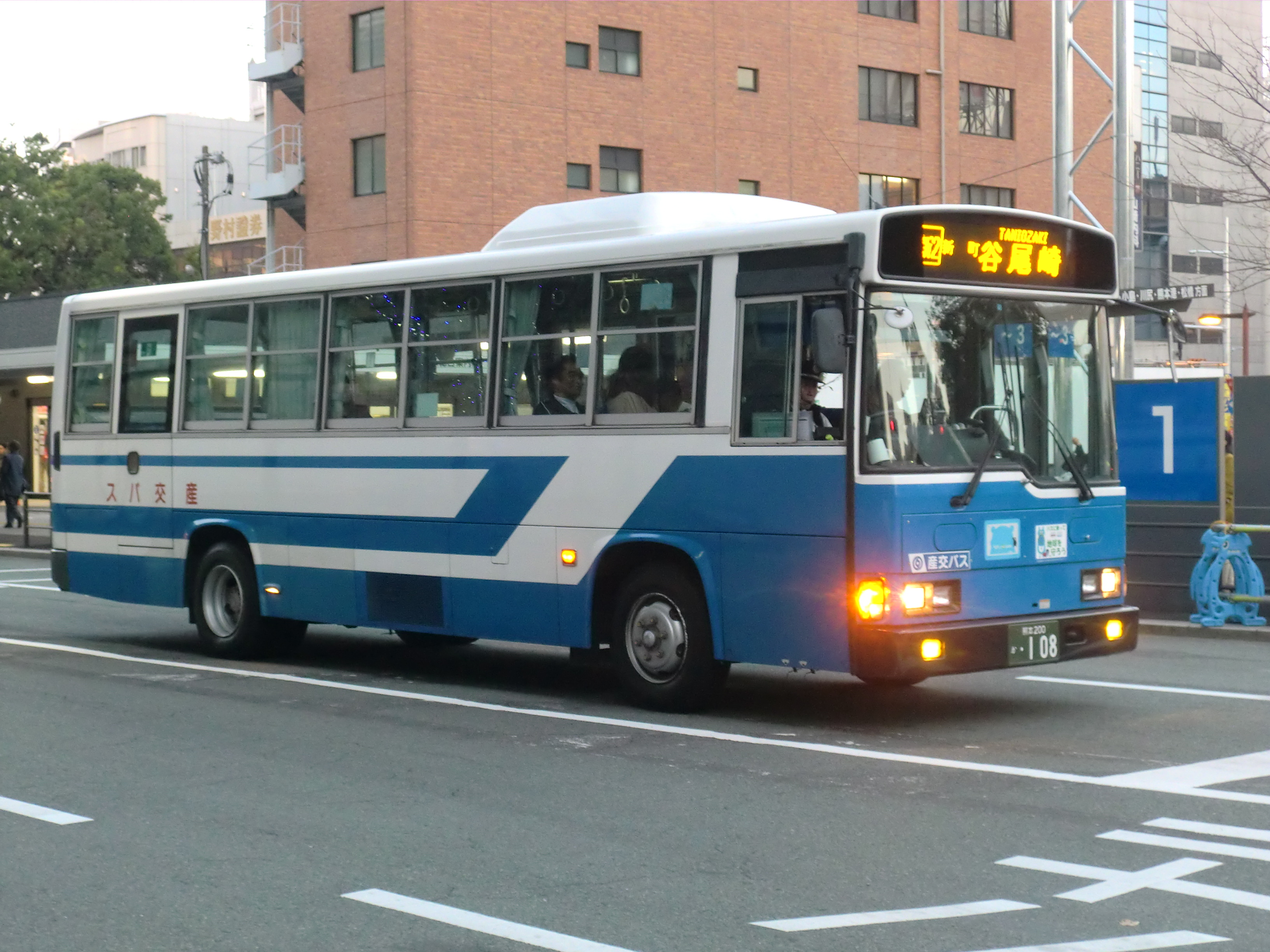
産交バス(株)管轄車両 日野・レインボーKK-RRで元サンプルカー
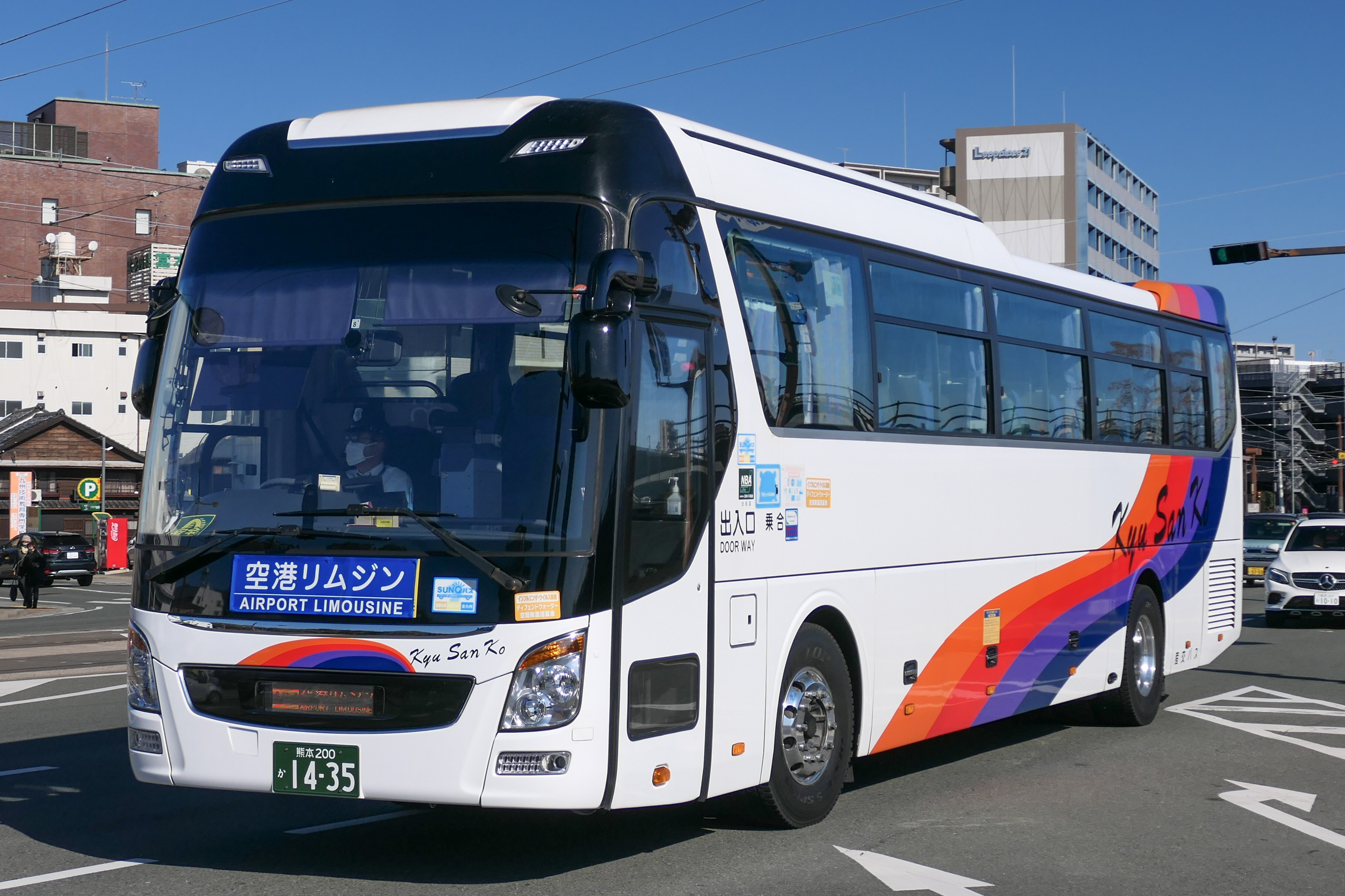
産交バス(株)管轄車両 「たかもり号」「空港リムジン」専用の現代ユニバース

## 西部車庫停留所
この項目ではバスターミナルしての「西部車庫」発着便を表記。運行系統記号も「西部車庫」時点のものを表記とする。なお一部を除き路線名を省略および熊本桜町バスターミナルは桜町BTに省略。
| 系統                               | 行先                                                                           | 備考                                                      |
| 夜行・高速・特急・空港リムジンバス | 夜行・高速・特急・空港リムジンバス                                             | 夜行・高速・特急・空港リムジンバス                        |
| ---------------------------------- | ------------------------------------------------------------------------------ | --------------------------------------------------------- |
| 夜行バス「サンライズ号」           | 神戸・大阪・京都                                                               | 近鉄バスと共同運行                                        |
| 高速バス「りんどう号」             | 長崎駅前＜県営バスターミナル＞                                                 | 長崎県交通局と共同運行                                    |
| 高速バス「なんぷう号」             | 宮崎駅                                                                         | 宮崎交通と共同運行 ノンストップ便と各停便の2パターンあり  |
| 高速バス「きりしま号」             | 鹿児島本港高速船ターミナル                                                     | 産交便のみ発着                                            |
| TM・快速バス「たかもり号」         | 高森駅交流施設（熊本空港・久木野経由）                                         |                                                           |
| AP-3・空港リムジンバス             | 熊本空港                                                                       | 19時20分発の1便のみ運行系統簡略の「熊本空港直行便」を運行 |
| 熊本市街方面                       |                                                                                |                                                           |
| S3-0                               | 竜田口駅前、楠団地（蓮台寺・熊本駅前・桜町BT・熊本大学前経由）                 |                                                           |
| T3-0                               | 沼山津、木山産交（田崎市場・熊本駅前・桜町BT・県庁・自衛隊前・健軍四ッ角経由） | 夕方以降運行、本数少。                                    |
| T3-0                               | 小山団地（田崎市場・熊本駅前・桜町BT・大江渡鹿・保田窪経由）                   | 平日夜の2便のみ                                           |
| T3-0                               | 富尾団地（田崎市場・熊本駅前・桜町BT・京町本丁経由）                           |                                                           |
| T4-0                               | 沼山津（田崎市場・春日小学校前・熊本駅前・桜町BT・熊商前・健軍電停経由）       |                                                           |

- 西部車庫バス停留所のほか100ｍ西側に産交バスの「城山保育園入口」バス停留所がある。

こちらはS3-2系統・熊本港線（桜町BT・熊本駅・蓮台寺・西区役所・熊本港フェリーのりば前）が利用できる。

### 備考
1. ↑  小楠記念館入口行きの案内番号は田崎橋よりK3-2
2. ↑  西部車庫行きの案内番号は水道町よりT3-0
3. ↑  木山産交行きの案内番号は田崎橋よりK3-3
4. ↑  西部車庫行きの案内番号は水道町よりT3-0（T4-0）
5. ↑  小山団地行きの案内番号は田崎橋よりG2-1
6. ↑  西部車庫行きの案内番号は水道町よりT3-0
7. ↑  小楠記念館入口行きの案内番号は田崎橋よりK3-2
8. ↑  川口二丁行きの案内番号は水道町よりS4-3
9. ↑  小山団地行きの案内番号は田崎橋よりG2-1
10. ↑  川口二丁行きの案内番号は水道町よりS4-3
11. ↑  小楠記念館入口行きの案内番号は田崎橋よりK3-2
12. ↑  五丁行きの案内番号は水道町よりT1-2
13. ↑  木山産交行きの案内番号は田崎橋よりK3-3
14. ↑  五丁行きの案内番号は水道町よりT1-2
15. ↑  木山産交行きの案内番号は田崎橋よりK3-3
16. ↑  五丁行きの案内番号は水道町よりT1-2
17. ↑  9往復中夕方最終1往復のみ担当（他は木山営業所が運行）
18. ↑  竜田口駅行きの案内番号は田崎橋よりE2-0
19. ↑  西部車庫行きの案内番号は水道町よりS3-0
20. ↑  楠団地行きの案内番号は田崎橋よりE2-1
21. ↑  西部車庫行きの案内番号は水道町よりS3-0
22. ↑  西部車庫行きの案内番号はT3-0（2021年4月1日より熊本都市バスから路線継承の上、桜町BT－西部車庫間は経路延伸扱い）　一部便は桜町BT始発着により桜町BT行の案内番号は同一番号
23. ↑  木山営業所・山鹿営業所との共管路線
24. ↑  2019年10月1日より玉名営業所から継承
25. ↑  2019年10月1日より九州産交バス熊本営業部路線営業所から継承
26. ↑  2021年8月1日新設（前日まで産交バス松橋営業所管轄で運行されていた東バイパス松橋線のうち、松橋産交発着からリバグリーン八幡発着に路線短縮の上、移管・継承）。
27. ↑  産交バス阿蘇営業所との共管路線